# Heuschrecke 10
10.5 cm leFH 18/1 auf Waffenträger GW IV b (Heuschrecke 10) – niemiecka haubica samobieżna z okresu II wojny światowej. Powstały tylko 3 prototypy.
W 1941 roku w zakładach Krupp powstała krótka seria dział samobieżnych 10.5 cm leFH 18/1(Sf) auf Geschützwagen IVb. Wykorzystywały one oryginalne, niestosowane w żadnym innym pojeździe, podwozie, na którym osadzono wieżę z haubicą kalibru 105 mm. Wieża mogła obracać się o 70°. Po testach serii prototypowej liczącej 8 sztuk postanowiono, że pojazd ten nie trafi do uzbrojenia. Uznano bowiem, iż docelowa konstrukcja powinna mieć wieżę w pełni obrotową i zdolną do prowadzenia ognia w dowolnym kierunku, a jej główne uzbrojenie powinno być demontowane i po wyposażeniu w koła nadające się do wykorzystania jako działo polowe. Ponieważ wiadomo było, że szybkie opracowanie takiej konstrukcji nie będzie możliwe, jako rozwiązanie tymczasowe postanowiono wprowadzić haubicę leFH 18/2 auf Fgst PzKpfw II(Sf) z uzbrojeniem zamocowanym w nieruchomej kazamacie i jednocześnie kontynuować prace nad konstrukcją docelową.
W 1943 roku powstały trzy prototypy docelowej haubicy samobieżnej. Wykorzystywała ona podwozie haubicy SdKfz 165 Hummel (15cm schwere Panzerhaubitze auf Geschsützwagen III/IV (Sf)). Pozbawiono je nieruchomej kazamaty z działem 150 mm i w jej miejsce zamocowano obrotową wieżę z haubicą 105 mm. Wieża mogła być zdjęta w całości i zamocowana na jednoosiowej przyczepce. Nieużywana przyczepka była po rozmontowaniu przewożona przymocowana do tylnej części pojazdu. Po testach produkcji seryjnej nie rozpoczęto, a zamiast tego rozpoczęto prace nad haubicą samobieżną Heuschrecke 15 wykorzystującą podwozie czołgu PzKpfw V Panther.